# Desa Lunyuk Rea
Desa Lunyuk Rea är en administrativ by i Indonesien.   Den ligger i provinsen Nusa Tenggara Barat, i den sydvästra delen av landet, 1 200 km öster om huvudstaden Jakarta.